# MTV Unplugged (Korn)
MTV Unplugged è il primo album dal vivo del gruppo musicale statunitense Korn, pubblicato il 6 marzo 2007 dalla Virgin Records e dalla EMI.

## Descrizione
Contiene il concerto acustico tenuto dal gruppo in occasione del programma televisivo MTV Unplugged. Tra i brani eseguiti nel concerto sono presenti anche una versione di Freak on a Leash eseguita in collaborazione con la cantante degli Evanescence Amy Lee e un medley tra Make Me Bad e In Between Days dei The Cure, i quali hanno partecipato nello stesso.

## Tracce
Testi e musiche di Korn, eccetto dove indicato.
1. Blind – 3:29 (Brian Welch, David Silveria, Dennis Shinn, James Shaffer, Jonathan Davis, Reginald Arvizu, Ryan Shuck)
2. Hollow Life – 3:24
3. Freak on a Leash (feat. Amy Lee from Evanescence) – 3:55
4. Falling Away from Me – 3:55
5. Creep – 3:51 (Albert Hammond, Colin Greenwood, Edward O'Brien, Jonathan Greenwood, Mike Hazelwood, Philip Selway, Thom Yorke) – originariamente interpretata dai Radiohead
6. Love Song – 3:50 (Atticus Ross)
7. Got the Life – 3:48
8. Twisted Transistor – 3:00
9. Coming Undone – 3:35
10. Make Me Bad/In Between Days (feat. The Cure) – 5:35 (Robert Smith) – In Between Days originariamente interpretata dai The Cure
11. Throw Me Away – 6:20 (Atticus Ross)

## Formazione
Gruppo
- Jonathan Davis – voce
- Munky – chitarra
- Fieldy – basso

Altri musicisti
- Rob Patterson – chitarra aggiuntiva
- Zac Baird – tastiera
- Michael Jochum – percussioni
- Bill Hayes – armonica a bicchieri
- Erik Friedlander – violoncello
- Evie Koh – violoncello
- Jeremy Turner – violoncello
- Julie Green – violoncello
- Bill Ellison – contrabbasso
- Jeff Carney – contrabbasso
- Jeff Nelson – trombone
- Mike Davis – trombone
- Andy Bove – cimbasso
- Morris Kainuma – cimbasso
- Amy Lee – voce (traccia 3)
- The Cure – voce e musica (traccia 10)

Produzione
- Richard Gibbs – produzione, direzione musicale, arrangiamento
- Korn – produzione
- John Harris – registrazione
- Peter Gary – assistenza alla registrazione
- Max Feldman – assistenza alla registrazione
- AJ Maynard – assistenza alla registrazione
- Vini Cirilli – ingegneria del suono aggiuntiva
- Csaba Petcocz – ingegneria del suono aggiuntiva
- Jorge Costa – ingegneria del suono
- Nick O' Toole – assistenza all'ingegneria
- Terry Date – missaggio
- Kevin Mills – assistenza al missaggio
- Stephen Marcussen – mastering
- Christoper Koch – post-produzione sonora
- Sebastién Paquet – fotografia copertina
- Scott Gries – fotografia libretto
- Kristina Sisti – fotografia libretto
- Dave Sirulnick – produzione esecutiva
- Jeffrey Kwatinetz – produzione esecutiva
- Peter Kasis – produzione esecutiva

## Classifiche
| Classifica (2007)        | Posizione massima |
| ------------------------ | ----------------- |
| Australia                | 45                |
| Austria                  | 10                |
| Belgio (Fiandre)         | 95                |
| Belgio (Vallonia)        | 70                |
| Francia                  | 60                |
| Germania                 | 23                |
| Italia                   | 76                |
| Messico                  | 58                |
| Nuova Zelanda            | 11                |
| Paesi Bassi              | 54                |
| Stati Uniti              | 9                 |
| Stati Uniti (rock)       | 5                 |
| Stati Uniti (tastemaker) | 7                 |
| Svizzera                 | 48                |